# Lesch-Nyhans syndrom
Lesch-Nyhans syndrom är en ämnesomsättningssjukdom som endast drabbar pojkar och män. Sjukdomen, som är medfödd, påverkar njurarna och ger neurologiska symtom. Sjukdomen beskrevs första gången 1964 av två amerikanska barnläkare vid namn Michael Lesch och William Nyhan, av vilka sjukdomen fått sitt namn. Enligt internationella beräkningar föds en person på 380 000 med Lesch-Nyhans syndrom. I Sverige finns ett tiotal kända fall.
De första tecknen på sjukdomen uppträder i regel under det första levnadsåret. Detta handlar både neurologiska symtom och njurskador. De senare nämnda kan upptäckas redan hos spädbarn som orangefärgade och kristallformade utfällningar av urinsyra i blöjorna. Slapp muskulatur, en förhöjd muskelspänning samt ett avvikande rörelsemönster och ofrivilliga rörelser brukar också upptäckas under det första levnadsåret. Motoriska svårigheter uppstår, ofta så svåra att personen blir beroende av rullstol för att över huvud taget kunna förflytta sig.
Pojkar med Lesch-Nyhans syndrom växer sällan adekvat, orsaker till detta kan bland annat vara näringsbrist på grund av svårigheter att svälja. Även epilepsi är vanligt, detta kan ibland vara svårt att urskilja då de flesta personer med sjukdomen har grava tics och ofrivilliga rörelser.
Talet blir ofta otydligt och sluddrigt, vilket beror på nedsatt munmotorik. Även bitskador i munnen på grund av de ofrivilliga rörelserna kan försvåra talet. Många pojkar har en försenad begåvningsutvecklingen eller intellektuell funktionsnedsättning, andra är dock normalbegåvade.
Ett tvångsmässigt självskadande beteende förekommer hos 85 % av pojkarna, detta uppträder ofta redan vid 2,5–3 års ålder i form av bitande. Detta övergår ibland i instrumentella beteenden, det vill säga att de använder föremål för att skada sig själva. Vanligtvis börjar det självskadande beteendet avta från och med senare delen av puberteten.